# NGC 7597
NGC 7597 este o galaxie situată în constelația Pegas. A fost descoperită în 23 octombrie 1864 de către Albert Marth. Se află la o distanță de 162,18 de megaparseci de Pământ.